# Liga Deportiva Alajuelense
El Liga Deportiva Alajuelense és un club de futbol costa-riqueny de la ciutat d'Alajuela.

## Història

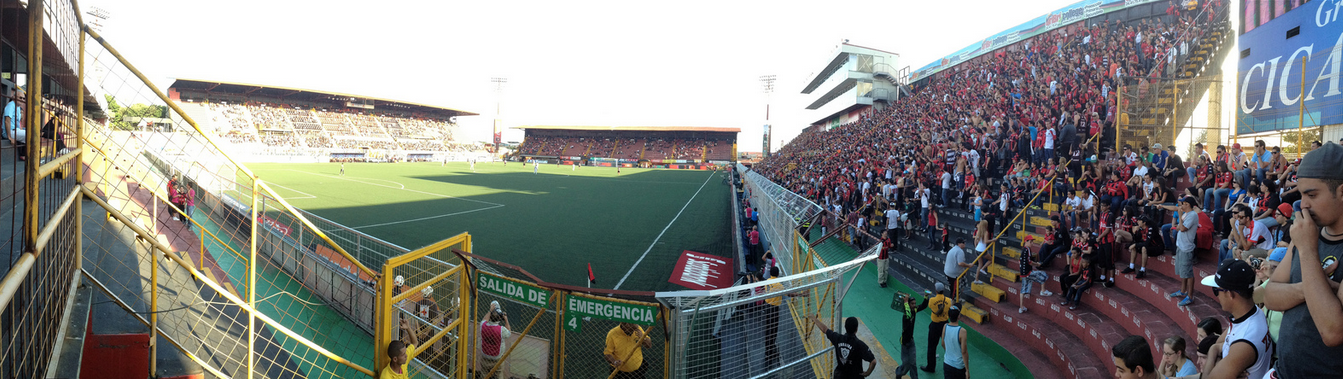
Estadi Alejandro Morera Soto

El club va néixer el 18 de juny de 1919, tot i que té les arrels en un club anomenat El Once d'abril, club fundat el 1914. Fou un dels clubs fundadors del campionat nacional de Costa Rica el 1921. La primera lliga la guanyà el 1928. Formava part del club una de les grans estrelles del futbol del país, Alejandro Morera Soto, que als anys trenta fitxà pel FC Barcelona. És un dels clubs amb més títols del país amb més de vint campionats.

## Palmarès
- Lliga costa-riquenya de futbol (30):[2]
  - 1928, 1939, 1941, 1945, 1949, 1950, 1958, 1959, 1960, 1966, 1970, 1971, 1980, 1983, 1984, 1990–91, 1991–92, 1995–96, 1996–97, 1999–00, 2000–01, 2001–02, 2002–03, 2004–05, 2010–11 Ap, 2010–11 Cl, 2011–12 Ap, 2012–13 Ap, 2013–14 Ap, 2020–21 Ap
- Copa Argentor:
  - 1928
- Copa de Campeones del Futbol Nacional:
  - 1967
- 3 Copa Costa Rica Gran Bretanya
- 1 Copa Torneig Costa Rica
- 2 Torneig Relampago
- 1 Copa Estadio Nacional
- 1 Trofeu Borsalino
- 1 Copa Guatemala
- 1 Copa Camel
- Copa de Campions de la CONCACAF:
  - 1986, 2004
- Lliga de la CONCACAF:
  - 2020
- Copa de la UNCAF de clubs:
  - 1996, 2002, 2005
- Campionat Centre-americà i del Carib de futbol:
  - 1961
- Campionat de Centreamèrica:
  - 1992
- Copa LG Uncaf (Panama)
  - 2000
- Copa de Campeón de Campeones d'América
  - 2004